# Bobby Fuller
Bobby Fuller (Baytown, Texas, 1942. október 22. – Los Angeles, Kalifornia, 1966. július 18.) amerikai énekes, gitáros, dalszerző. Együttesével, a The Bobby Fuller Four-ral együtt olyan slágereket készítettek, mint a "Let Her Dance" vagy az "I Fought the Law". Ez utóbbi egy feldolgozás, eredetileg a The Crickets adta elő.

## Diszkográfia

### Nagylemezek
- 1965 - KRLA King of the Wheels (Mustang Records, M/MS-900)
- 1966 - I Fought the Law (Mustang Records, M/MS-901)

### Kislemezek
- 1961 - You're in Love/Guess We'll Fall in Love (Yucca Records, 140)
- 1961 - My Heart Jumped/Gently My Love (Yucca Records, 144)
- 1962 - Not Fade Away/Nervous Breakdown (Eastwood Records, 345)
- 1963 - Saturday Night/The Stinger (Todd Records, 1090)
- 1964 - King of the Beach/Wine, Wine, Wine (Exeter Records, 122)
- 1964 - I Fought the Law/She's My Girl (Exeter Records, 124)
- 1964 - Fool of Love/Shakedown (Exeter Records, 126)
- 1965 - Those Memories of You/Our Favourite Martian (Donna Records, 1403)
- 1965 - Let Her Dance/Another Sad and Lonely Night (Liberty Records, 55812)
- 1965 - She's My Girl/Take My Hand (Mustang Records, 3004)
- 1965 - Let Her Dance/Another Sad and Lonely Night (Mustang Records, 3006)
- 1965 - Never to Be Forgotten/You Kissed Me (Mustang Records, 3011)
- 1965 - Let her Dance/Another Sad and Lonely Night (Mustang Records, 3012)
- 1966 - I Fought the Law/Little Annie Lou (Mustang Records, 3014)
- 1966 - Love's Made a Fool of You/Don't Ever Left Me Know (Mustang Records, 3016)
- 1966 - Magic Touch/My True Love (Mustang Records, 3018)